# L’Argentière-la-Bessée
L’Argentière-la-Bessée – miejscowość i gmina we Francji, w regionie Prowansja-Alpy-Lazurowe Wybrzeże, w departamencie Alpy Wysokie.

## Demografia
Według danych na rok 1990 gminę zamieszkiwało 2191 osób, a gęstość zaludnienia wynosiła 34 osoby/km². W styczniu 2015 r. L’Argentière-la-Bessée zamieszkiwało 2395, przy gęstości zaludnienia wynoszącej 37,1 osób/km².